# 広島県道462号百谷新市線
広島県道462号百谷新市線（ひろしまけんどう462ごう ももだにしんいちせん）は、広島県福山市を通る一般県道である。

## 概要
福山市加茂町字百谷から福山市新市町大字戸手に至る。

### 路線データ
- 起点：福山市加茂町字百谷（国道182号交点）
- 終点：福山市新市町大字戸手（芦品消防署（西）交差点、国道486号交点）
- 実延長：8.6 km

## 歴史
- 1978年（昭和53年）11月14日 - 広島県告示第1,022号により認定される。
- 2003年（平成15年）2月3日 - 芦品郡新市町が福山市に編入されたことにより全区間が福山市域を通る路線になり、併せて終点の地名が変更される。

## 路線状況
起点より1.5 mの幅員規制がかけられており、狭隘な道が続く。大型車の通行は物理的に不可能。
道路事情も良くないので神石郡神石高原町 - 福山市駅家町・新市町間の短絡路には向かない。遠回りでも国道182号を通行したほうが良い。

### 重複区間
- 広島県道419号坂瀬川駅家線（福山市駅家町大字服部永谷 - 福山市駅家町大字新山）

### 道路施設

#### 橋梁
- 永谷蛍橋（服部川、福山市）

## 地理

### 通過する自治体
- 福山市

### 交差する道路
| 交差する道路                           | 交差する場所       | 交差する場所                  |
| -------------------------------------- | ------------------ | ----------------------------- |
| 国道182号 国道314号 重複               | 加茂町字百谷       | 起点                          |
| 広島県道419号坂瀬川駅家線 重複区間起点 | 駅家町大字服部永谷 |                               |
| 広島県道398号新山府中線                | 駅家町大字新山     |                               |
| 広島県道419号坂瀬川駅家線 重複区間終点 | 駅家町大字新山     |                               |
| 広島県道181号下御領新市線              | 新市町大字戸手     |                               |
| 国道486号                              | 新市町大字戸手     | 芦品消防署（西）交差点 / 終点 |

### 交差する鉄道
- 福塩線

### 沿線
- 駅家・加茂地区内陸型複合団地 - 中国新聞社の印刷工場などが立地している工業団地。
- 清野大池 - 江戸時代初頭に築造されたため池の一つ。人柱伝説がある。
- 大防聡（福盛寺）
- 広島県立芦品まなび学園高等学校 - 広島県立戸手商業高等学校[注釈 1]跡地に開校した定時制の学校。